# 曲壽郎
曲 壽郎（まがり としろう、1917年〈大正6年〉2月15日 - 2012年〈平成24年〉12月12日）は、日本の陸軍軍人、陸上自衛官、簡易裁判所判事、弁護士。
最終階級は、帝国陸軍では陸軍少佐、陸自では陸上幕僚長（第11代）たる陸将（陸軍大将に相当）。
陸士50期首席、陸軍科学学校高等科（45期）優等、陸大58期。

## 略歴
長崎県大村市出身。小学校教員・曲義彦の三男として生まれる。
佐世保中学、東京陸軍幼年学校・陸士予科を経て、1937年（昭和12年）12月に陸軍士官学校（50期）を首席で卒業して恩賜の銀時計を拝受した。翌年1月、陸軍砲兵少尉に任官した。
1939年（昭和14年）、ノモンハン事件に野戦重砲兵第1連隊中隊長として出征した。
1941年（昭和16年）7月、陸軍科学学校（陸軍砲工学校を改称）高等科（45期）を優等卒業して恩賜の軍刀を拝受し、陸軍大学校卒業者と同等に処遇される資格を得た。
さらに、太平洋戦争（大東亜戦争）たけなわの1944年（昭和19年）7月、陸軍大学校（58期）を卒業した。
終戦は支那派遣軍参謀（陸軍少佐）として上海で迎えた。戦後は復員業務に従事したのち、GHQの歴史課に席を置き、日本敗戦史の編集に携わった。
1951年（昭和26年）10月１日付で警察予備隊に3等警察正（陸軍少佐に相当）として入隊したが、司法試験にも同年12月5日付で合格していた。
保安隊時代の1954年（昭和29年）4月、第一幕僚監部勤務の2等保安正（現・2等陸佐）の時に初の防衛駐在官としてワシントンに赴任した。
陸上自衛隊では第12師団長、防衛大学校幹事、陸上幕僚副長等を歴任し、1973年（昭和48年）2月に第11代陸上幕僚長に就任。陸幕長を1年余り努め、1974年（昭和49年）7月1日付で退官。
退官後は、天下りすることなく、簡易裁判所判事（1975年〈昭和50年〉4月1日-1985年〈昭和60年〉3月31日）、次いで弁護士（1985年〈昭和60年〉5月8日 登録、第一東京弁護士会）を務めた。

## 年譜
- 1937年（昭和12年）12月[8]、陸軍士官学校第50期[1]を首席[2]／426名で卒業し、恩賜の銀時計を拝受[6]。
- 1938年（昭和13年）
  - 1月：陸軍砲兵少尉に任官、野戦重砲兵第1連隊付
  - 9月：陸軍砲兵中尉
- 1939年（昭和14年）
  - 7月：野戦重砲兵第1連隊中隊長
- 1940年（昭和15年）
  - 陸軍砲工学校普通科 入校
- 1941年（昭和16年）
  - 3月：陸軍大尉
  - 7月：陸軍科学学校（陸軍砲工学校を改称）高等科（第45期）を優等で卒業し、恩賜の軍刀を拝受[3]。陸軍士官学校生徒隊付。
- 1942年（昭和17年）12月：陸軍大学校入校
- 1944年（昭和19年）
  - 3月：陸軍少佐
  - 7月：陸軍大学校（第58期）を卒業[4]、第13軍作戦参謀
- 1945年（昭和20年）8月：支那派遣軍参謀
- 1947年（昭和22年）5月：復員
  - 11月28日：公職追放仮指定[17]

GHQ歴史課勤務。
- 1951年（昭和26年）10月1日：警察予備隊に入隊（3等警察正）[18]
  - 12月5日：司法試験 合格[9]
- 1954年（昭和29年）
  - 4月1日：外務省に出向（外務事務官）
  - 5月1日：在アメリカ合衆国日本国大使館在勤
- 1959年（昭和34年）
  - 2月1日：1等陸佐に昇任
  - 8月1日：陸上幕僚監部第3部防衛班長
- 1963年（昭和38年）8月1日：第4特科群長兼上富良野駐とん地司令
- 1964年（昭和39年）7月16日：防衛研修所所員
- 1966年（昭和41年）
  - 1月1日：陸将補に昇任
  - 7月16日：統合幕僚会議事務局第1幕僚室長
  - 11月16日：同第3幕僚室長
- 1968年（昭和43年）3月16日：陸上幕僚監部第3部長
- 1969年（昭和44年）7月1日：陸将に昇任、第12師団長に就任
- 1971年（昭和46年）3月16日：防衛大学校幹事に就任
- 1972年（昭和47年）3月16日：陸上幕僚副長に就任
- 1973年（昭和48年）2月1日：第11代陸上幕僚長に就任
- 1974年（昭和49年）7月1日：退官
- 1975年（昭和50年）4月1日：東京簡易裁判所判事[19]
- 1985年（昭和60年）
  - 3月：任期終了退官
  - 5月：弁護士登録
- 1987年（昭和62年）4月29日：勲二等瑞宝章受章[20]
- 2012年（平成24年）12月12日：心不全のため東京都世田谷区の病院で死去（95歳没）。[21]叙・正四位（従六位から進階）[22]

## 栄典
- 勲二等瑞宝章 - 1987年（昭和62年）4月29日